# Szegletes lednek
A szegletes lednek vagy szeges lednek, szegesborsó (Lathyrus sativus) a pillangósvirágúak (Fabaceae) családjába tartozó lednek nemzetség egyik faja. Száraz vidékek értékes abraktakarmánya, de emberi fogyasztásra is alkalmas. Dísznövényként is vonzó lehet.
Eredete valószínűleg a Mediterráneum és Ázsia, de napjainkra már csak a termesztett változatok ismertek. (egy 2013-as tanulmány szerint az iráni Zagrosz-hegység lábainál fekvő Csogha Golan területén egy újkőkori településcsoport már termesztett szegesborsót). Dél-Európában ősidők óta termesztik, az Alpoktól északra csak a 16. századtól.
Belső-Ázsiában fogyasztották, de ismertek kárpát-medencei leletei is. Első ismert említései az 1200-as évekből származnak. Magyarországon csupán szórványosan termesztik.

## Jellemzése
Hosszúnappalos, egyéves növény, erős gyökérrendszerrel. Igénytelen, bőtermő, szikes talajon is jól érzi magát. Szögletes, szürkészöld szára 15–60 cm-re, néha 100 cm-esre nő. Levelei párosan, szárnyaltan összetettek, a növény felső részén gyakran egyszerű, vagy szöges, kacsos módosulású levelekkel. A levélkék 2,5–15 cm hosszúak, 3–7 mm szélesek, de hosszuk legalább háromszorosan meghaladja szélességüket. Alakjuk lándzsás-elliptikus, rajtuk 5-7 feltűnő, és sok fakóbb, vékonyabb hosszirányú levélérrel. A pálhák 10–20 mm hosszúak, 2–5 mm szélesek, alakjuk lándzsás vagy nyílszerű.
12–24 mm-es, erősen aszimmetrikus pillangós virágai többnyire magánosan állók, színük általában fehér, kék erezettel, ritkábban rózsaszín vagy kékes.
Hüvelye hasi varratos, benne 2-4 lapított, szögletes, sárgásfehér, csicseriborsóra emlékeztető mag van. Ezermagtömege 350-500 gramm.
Magjában a glutaminsavval analóg, ám toxikus aminosav található, túlzott bevitele súlyos mérgezéshez, latirizmushoz vezet. Homeopátiás szer alapanyaga.
Kromoszómaszáma 2n=14.

## Galéria

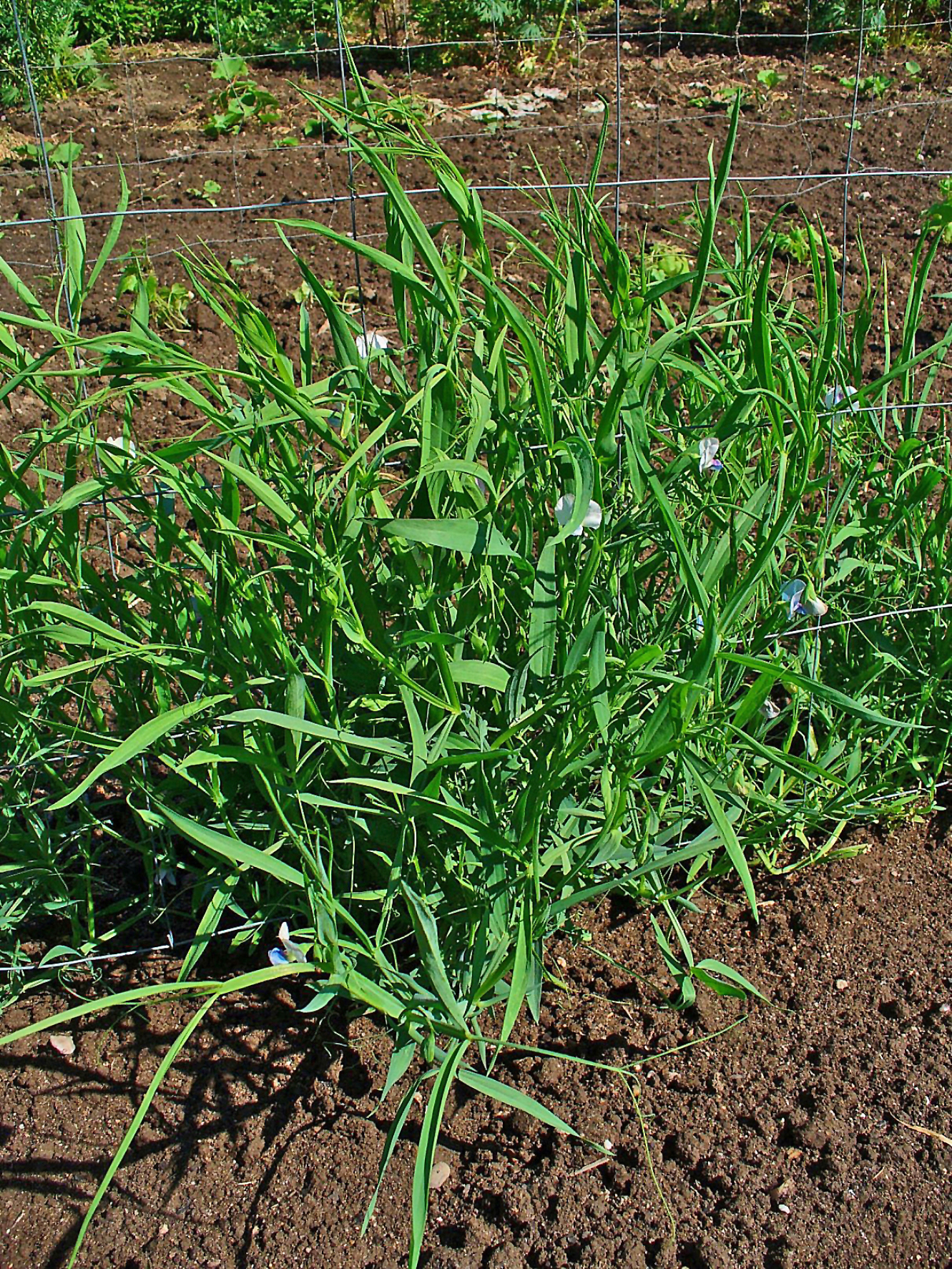
Habitusa
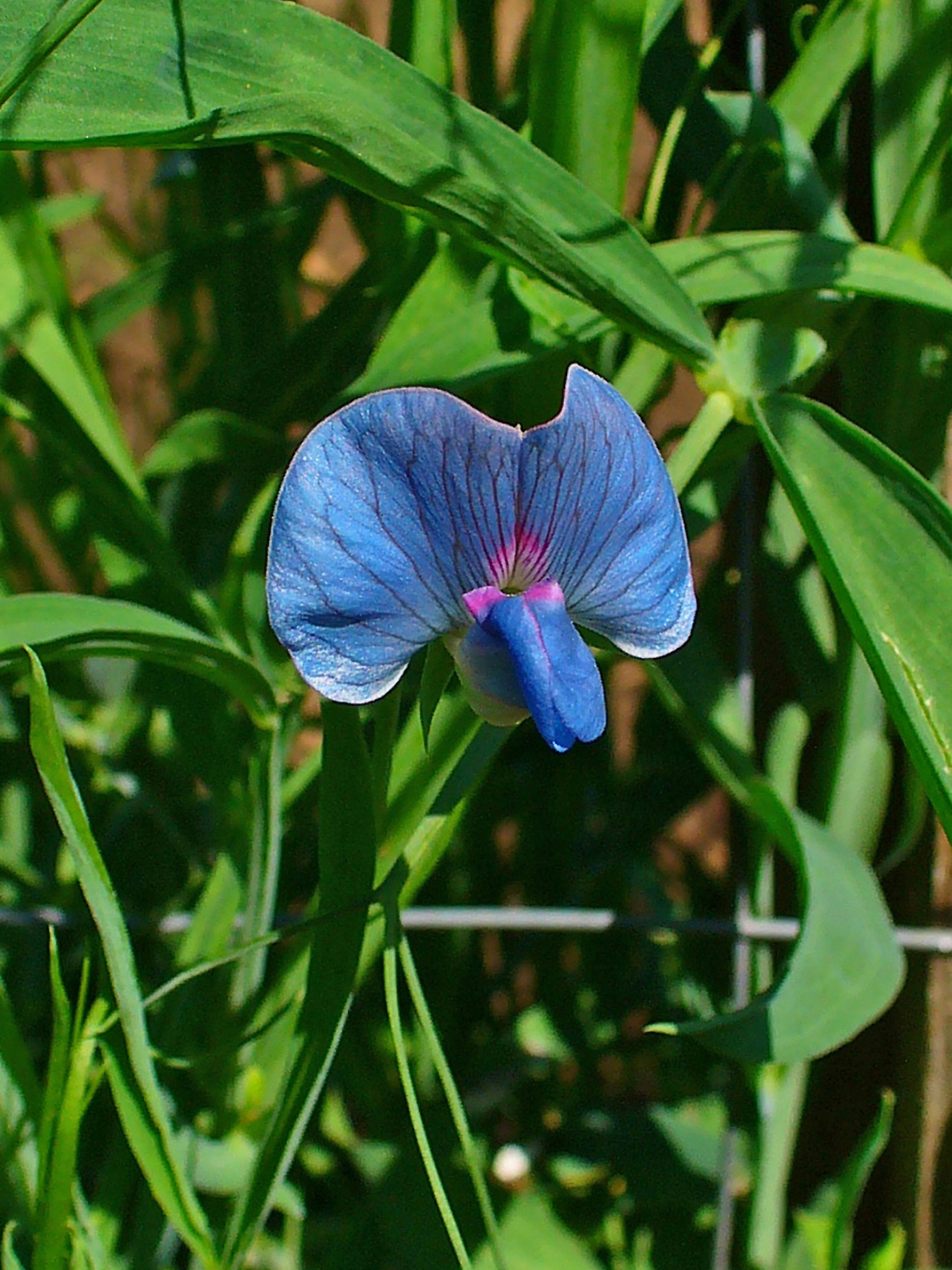
Virága
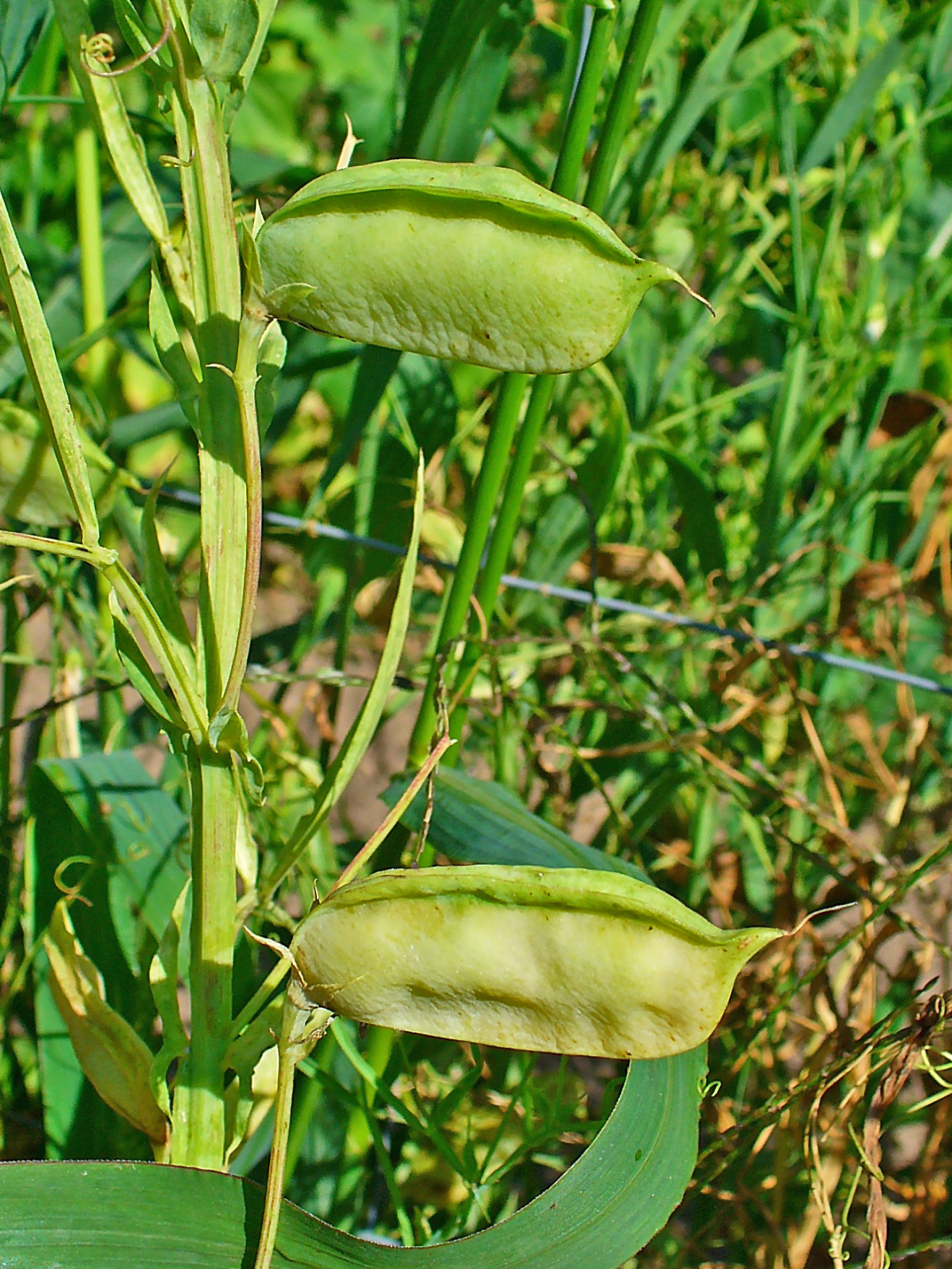
Termése

## Fordítás
- Ez a szócikk részben vagy egészben  a   Saat-Platterbse című német Wikipédia-szócikk ezen változatának fordításán alapul.  Az eredeti cikk szerkesztőit annak laptörténete sorolja fel. Ez a jelzés csupán a megfogalmazás eredetét és a szerzői jogokat jelzi, nem szolgál a cikkben szereplő információk forrásmegjelöléseként.